# .kh
.kh este un domeniu de internet de nivel superior, pentru Cambodgia (ccTLD).